# Aprite le finestre
«Aprite le finestre» —[ a.ˈpri.te le fiˈnɛ.stre ]; en español: «Abrid las ventanas»— es una canción compuesta por Virgilio Panzuti e interpretada en italiano por Franca Raimondi. Se lanzó como sencillo en 1956 mediante Fonit. Fue elegida para representar a Italia en el Festival de la Canción de Eurovisión de 1956 tras ganar el Festival de la Canción de San Remo de 1956.

## Festival de Eurovisión

### Festival de la Canción de San Remo 1956
Esta canción participó en la final nacional para elegir al representante italiano del Festival de la Canción de Eurovisión de 1956, celebrada del 8 al 10 de marzo de ese año en el Salón de Fiestas del Casino de San Remo. Fue presentado por Fausto Tommei y Maria Teresa Ruta. Diez jurados regionales se encargaron de la votación. Finalmente, la canción «Aprite le finestre», interpretada por Franca Raimondi, se declaró ganadora.

### Festival de la Canción de Eurovisión 1956
Esta canción fue la primera representación italiana en el Festival de Eurovisión 1956, y también la primera canción en representar al país en el certamen. La orquesta fue dirigida por Gian Stellari.
La canción fue interpretada 7ª en la noche del 24 de mayo de 1956 por Franca Raimondi, precedida por Luxemburgo con Michèle Arnaud interpretando «Ne crois pas» y seguida por Países Bajos con Corry Brokken interpretando «Voorgoed voorbij». Los resultados de las votaciones del festival nunca fueron revelados y solo se anunció la canción ganadora, por lo que se desconoce en qué puesto quedó la canción.
Fue sucedida como representación italiana por Tonina Torrielli con «Amami se vuoi» ese mismo año, debido a que las reglas de esta edición del festival permitían dos canciones por país.

## Letra
La canción es del estilo chanson. En esta, la intérprete habla sobre la alegría de llegar la primavera, que es llamada «el festival del amor». La cantante canta que quiere abrir ya las ventanas y permitir entrar la primavera a su casa.

## Historial de lanzamiento
| Región | Fecha                | Formato                        | Discográfica | Ref.   |
| ------ | -------------------- | ------------------------------ | ------------ | ------ |
| Italia | 1 de febrero de 1956 | Disco de acetato 10", 78 RPM   | Fonit        | [ 11 ] |
| Italia | 1956                 | Disco de vinilo 7", 45 RPM, EP | Fonit        | [ 1 ]  |
| Italia | 1956                 | Disco de vinilo 7", 45 RPM     | Fonit        | [ 12 ] |